# Neil Stephens
Neil Anthony Stephens (nascido em 1 de outubro de 1963) é um ex-ciclista de estrada australiano. Ele conquistou o título nacional australiano de estrada em 1991 e 1994.
Stephens é um vencedor de etapa do Tour de France e é um dos relativamente poucos ciclistas que completaram as três Grandes Voltas (Giro d'Italia, Tour de France e Volta à Espanha) em um ano de calendário, bem como sendo o primeiro australiano para completar a façanha.
Ele participou na prova de estrada nos Jogos Olímpicos de 1996 em Atlanta, onde terminou em décimo nono lugar, competindo para o seu país.